# Woman's Building (Los Angeles)
Ne doit pas être confondu avec Woman's Building (Chicago).
Le Woman's Building est un ancien centre artistique et éducatif à but non lucratif situé à Los Angeles, en Californie. Il se concentre sur l'art féministe et servait de lieu de rencontre pour le mouvement féministe. Il est dirigé par l'artiste Judy Chicago, la graphiste Sheila Levrant de Bretteville et l'historienne de l'art Arlene Raven. Le centre a été ouvert de 1973 à 1991. Pendant son existence, le Los Angeles Times a qualifié le Woman's Building de « Mecque féministe »,.

## Histoire

### LeFeminist Studio Workshop
En 1973, les enseignantes du California Institute of the Arts, à Los Angeles (CalArts), l'artiste Judy Chicago, la graphiste Sheila Levrant de Bretteville et l'historienne de l'art Arlene Raven en avaient fini d'essayer d'offrir une éducation féministe dans une institution dominée par les hommes comme CalArts. Cette année-là, elles quittent l'institution et fondent le Feminist Studio Workshop (FSW). Cet atelier féministe devient l'une des premières écoles d'art indépendantes pour femmes, et s'articule autour d'un environnement d'atelier, permettant aux femmes de développer leurs compétences et connaissances artistiques en dehors d'un environnement éducatif traditionnel. La vision du FSW est que l'art ne doit pas être séparé des activités liées au mouvement féministe. À l'origine, le FSW se réunit au domicile de Bretteville, et en novembre 1973, les trois femmes commencent à louer un espace d'atelier dans un bâtiment vacant près de MacArthur Park, qu'elles appellent le Woman's Building, d'après un bâtiment de l'exposition universelle de 1893,. Le FSW sous-loue des espaces dans le bâtiment à des groupes de performance artistique, à la librairie Sisterhood (« sororité »), à l'Associated Women's Press, aux chapitres locaux de la National Organization for Women et de la Women's Liberation Union, ainsi qu'à trois galeries : Womanspace Gallery, Gallery 707, et Grandview.

### Nouveau bâtiment
En 1975, le bâtiment que le FSW loue est vendu et la FSW, ainsi que les autres locataires, déménagent dans un ancien bâtiment de la Standard Oil Company datant des années 1920. Dans les années 1940, le bâtiment est transformé en entrepôt, composé de trois étages d'espace ouvert, ce qui le rend idéal pour les cours et les expositions du FSW. Cet espace devient la première organisation artistique à s'installer dans le centre-ville de Los Angeles, contribuant ainsi à la revitalisation du quartier au cours des années 1970 et 1980. FSW devient le locataire principal après le départ des précédents petits locataires, et décide d'engager un administrateur et de créer un conseil d'administration pour gérer la croissance de l'organisation. Le FSW obtient des fonds grâce aux adhésions, aux frais de scolarité, aux collectes de fonds et aux subventions.
De nombreux programmes et groupes se forment au sein ou après un passage au FSW. Celui-ci offre un programme de deux ans en arts interdisciplinaires, tels que la performance, les arts graphiques, l'art vidéo et l'écriture. Deena Metzger (en) a lancé le programme d'écriture qui comprenait une série d'écriture continue. Parmi les lectrices de cette série, citons Meridel Le Sueur, Honor Moore (en), Audre Lorde et Adrienne Rich. L'atelier accueilli également des expositions à grande échelle, des événements médiatiques et sociaux. De 1976 à 1980, les Feminist Art Workers font une tournée dans le Midwest avec des performances interactives et des installations. Un groupe de performance appelé les Waitresses s'est formé et s'est produit dans des restaurants en utilisant la serveuse comme métaphore des femmes dans la société. Le projet de sensibilisation à l'inceste consiste en une série d'expositions interactives entre 1978 et 1979, dont une installation vidéo, Equal Time and Equal Space (Égalité de temps et d'espace), réalisée par Nancy Angelo (en), dans laquelle les spectateurs sont assis autour de moniteurs vidéo diffusant des vidéos de survivants de l'inceste partageant leurs expériences. Une œuvre collective, In Mourning and in Rage (En deuil et en rage), créée par Suzanne Lacy et Leslie Labowitz, met en scène dix grandes femmes, portant des extensions de tête de 2 mètres de haut, drapées de noir, debout sur les marches de l'hôtel de ville de Los Angeles. Chaque femme représente une victime de l'étrangleur de Hillside et une statistique de la violence contre les femmes. Des œuvres comme celles-ci ont contribué à façonner la scène de la performance artistique contemporain. Un autre collectif, Mother Art, crée des installations et des performances qui abordent les problèmes auxquels ses membres sont confrontées en tant que mères et artistes.
L'artiste Sheila Levrant de Bretteville conçoit un collier d'un anneau de levage sur une chaîne, censé représenter « la force sans poing » (« strength without a fist » ; les membres du FSW fabriquent en 1978-1979 environ 500 de ces colliers pour célébrer le cinquième anniversaire du Woman's Building.
Après avoir fondé en 1977 le Lesbian Art Project, un mouvement d'art participatif féministe et lesbien, les  artistes du Woman's Building lancent en 1979 un appel national aux artistes lesbiennes pour qu'elles organisent des expositions de leurs œuvres dans le cadre du Great American Lesbian Art Show, dans le bâtiment.

### Années 1980 et fin
En 1981, le Feminist Studio Workshop ferme, en raison de la diminution de la demande d'éducation alternative. Avec la fermeture du FSW, les programmes du Woman's Building sont modifiés pour répondre aux besoins des femmes qui travaillent. Les heures d'ouverture du bâtiment sont réduites et les deux tiers de celui-ci sont loués à des artistes comme espace d'atelier. Cette année-là, les trois membres fondatrices quittent l'association et ce sont d'anciennes étudiantes, Terry Wolverton, Sue Maberry et Cheri Gaulke (en), qui dirigent l'organisation. Elles lancent les Vesta Awards, une collecte de fonds annuelle.
Le groupe de performance Sisters of Survival, se forme en 1981, expose et fait une tournée à travers les États-Unis et l'Europe pour protester contre la prolifération des armes nucléaires.
Cette année-là, le Woman's Building fonde le Women's Graphic Center Typesetting and Design, une entreprise à but lucratif destinée à renforcer ses finances et à soutenir ses activités artistiques. Elle fournit des services de photocomposition, de conception graphique, de production et d'impression. Cependant, en 1988, le Women's Graphic Center ferme ses portes, et les revenus destinés aux salaires du personnel ont disparu. Wolverton est la seule directrice exécutif de 1988 à avril 1989 avant de partir. Pauli De Witt remplace Wolverton, mais ne reste que brièvement et ne réussit pas à sauver l'organisation sur le plan financier. Après son départ, un conseil d'administration composé de 13 membres gère le Woman's Building.
Le Woman's Building ne s'en remet jamais et, malgré les pressions exercées pour qu'il déménage dans un autre lieu, il ferme la galerie et la salle de spectacle en 1991. Il continue à organiser les Vesta Awards, avec la conférencière d'honneur Lucy Lippard, et les recettes sont consacrées à la rédaction d'une histoire orale de l'organisation.

## Postérité
En 1991, Sandra Golvin, présidente du conseil d'administration, fait don des archives du Woman's Building aux Archives of American Art de la Smithsonian Institution. D'autres collections d'archives se trouvent au Getty Research Institute et aux ONE Archives, tous deux à Los Angeles,.
Le Woman's Building et son héritage ont fait l'objet d'une grande exposition intitulée « Doin It In Public : Feminism and Art at the Woman's Building » (Faire ça en public : le féminisme et l'art au Woman's Building) à la Ben Maltz Gallery (en) de l'Otis College of Art and Design en 2011-2012. L'exposition faisait partie de l'initiative du Getty, Pacific Standard Time. L'exposition était accompagnée d'un catalogue en 2 volumes, et d'un site web qui comprend des informations historiques sur le Woman's Building.
Le 8 juin 2018, le conseil municipal de Los Angeles a désigné le Woman's Building comme monument culturel historique.